# Tricladia
Tricladia is een geslacht van vliesvleugeligen uit de familie Encyrtidae. De wetenschappelijke naam van dit geslacht is voor het eerst geldig gepubliceerd in 1918 door Mercet.

## Soorten
Het geslacht Tricladia is monotypisch en omvat slechts de volgende soort:
- Tricladia humilis Mercet, 1918